# I. Tomiszláv horvát király

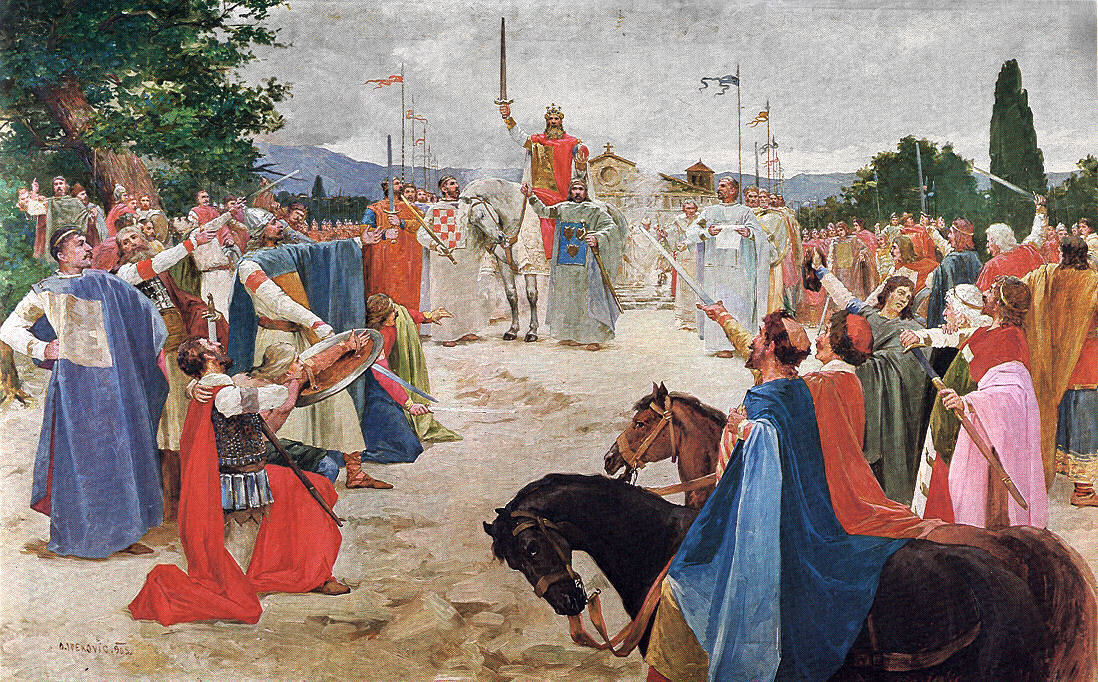
Tomiszláv megkoronázása, festmény

I. Tomiszláv (horvátul Tomislav, ? – 928) a Horvát Királyság első királya.
Tomiszláv 910-től haláláig uralkodott, kezdetben mint a Horvát Fejedelemség fejedelme, 925-ben X. János pápa egy levele királynak (rex Croatorum) nevezi, de formális koronázásról nincs említés. Ha történt ilyen, nem tudjuk, mikor.

## A horvát államok egyesítése
Valószínűleg Muncimir, Dalmát Horvátország hercegének fia volt, a Trpimir-ház egyik kiemelkedő tagja. Uralkodása idején a horvát állam területe jelentősen megnövekedett Bosznia és Dalmácia irányában. A horvát történészek a Dráváig terjedő államról beszélnek, ezt azonban a magyar történészek nem fogadják el. Utóbbiak szerint a magyarok Braszlav fejedelemségének megdöntése után elfoglalták és birtokukban tartották a Szlavóniai Fejedelemség területét. VII. Kónsztantinosz bizánci császárnak A birodalom kormányzásáról írt műve szerint a magyarokat a tengerparti horvátoktól a hegyek választották el és nem a Dráva vagy a Száva folyó, vagyis a Száva völgye a Magyar fejedelemség része volt már a 10. században is. A tengerparton a királyság befolyása az Isztriától a Drina folyóig terjedt.

## Nagy Simeon seregének szétverése
Bizánci forrásokból tudjuk, hogy Tomiszláv sikeres háborúkat viselt a hatalma csúcspontján járó bolgár birodalom ellen. Egy nagy támadásra a Tomiszláv halála előtti években került sor (a történészek véleményei a valószínű időpontról 925 és 928 közt szóródnak). A hadjárat a bolgár sereg katasztrofális vereségével végződött (szinte mindenki meghalt), és néhány nappal később meghalt Nagy Simeon bolgár cár is (állítólag a vereség hírére, szívrohamban).
A források szerint Tomiszláv hadereje 100 ezer gyalogosból, hatvanezer lovasból és 180 hadihajóból állt.
Horvát történészek olyan forrásokról is tudnak, amelyek szerint Tomiszláv többször megverte a szomszédos magyarokat is. Anonymus ugyanakkor arról ír, hogy Lehel és Bulcsú vezérek jelentős területeket foglaltak el Horvátországban. Vannak olyan vélemények is azonban, amelyek szerint a magyar kalandozók elkerülték a vitéz katonák védte déli hegyeket és a horvát területek különben sem estek nekik útba sem nyugati, sem itáliai portyázásaik során.

## Jelentősége
Alakja rendkívüli fontossággal bír a horvát nemzeti öntudat számára, hiszen a nemzeti emlékezet személyéhez, mint egy erős és független Horvátország urához tud visszanyúlni a függőség évszázadainak sorozatán túl.

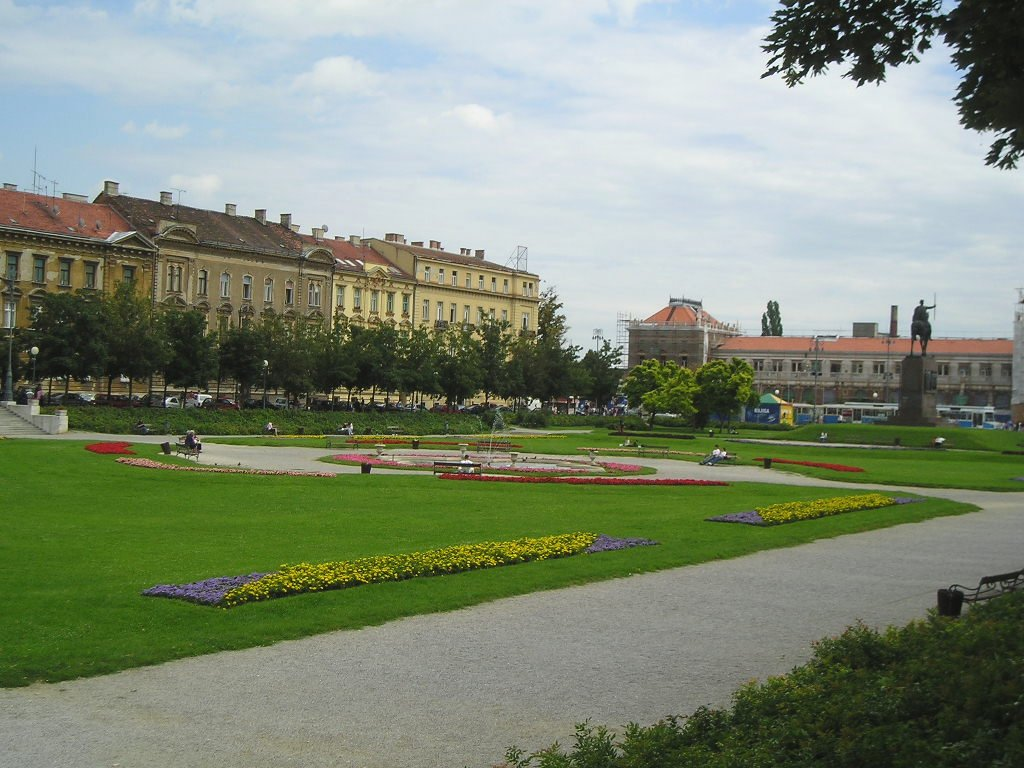
A zágrábi Tomislav tér, a király szobrával

A horvát források rendkívül erősnek mondják a Tomiszláv megteremtette királyságot. Sok a bizonytalanság azt illetően, mennyire volt erős dinasztiája uralkodása idején a bizánci (illetve a magyar) befolyás. Mindenesetre az, hogy Tomiszláv a pápától kért és kapott koronát, azt jelzi, hogy a bizánciak ereje a régiónak ebben a részében Tomiszláv idejében jelentősen meggyöngülhetett. A nyugati orientáció következménye az is, hogy Horvátországban a latin írás terjedt el, kiszorítva a cirill írást.
A szomszédos Szerbiával kontrasztban a nyugati orientáció Tomiszláv után végigkíséri a horvát történelmet, de Tomiszláv még nem teszi véglegessé. Négy évtizeddel uralkodását követően utóda, Drziszláv már a megerősödő bizánci birodalomtól kapta meg a királyi hatalom jelképeit .

## Lásd még
- Horvátország uralkodóinak listája

## Külső hivatkozások
- Honlap a királyról (horvátul) és (angolul)
- Tomiszlávról a hbzup.com-on (horvátul)
- Horvátország a 10. és 11. században, térképek Šišić történész könyvéből Archiválva 2006. április 14-i dátummal a Wayback Machine-ben
- Győzelem Simeon ellen (Journal of Croatian Studies, I, 1960, pp 32-43) (angolul)